# Josefina Triguero Agudo
Josefina Triguero Agudo (Madrid, 1946-21 de diciembre de 2022) fue una jueza española, la primera jueza de la historia de España. 

## Trayectoria
Triguero se licenció en Derecho en la Universidad Complutense de Madrid e ingresó en la carrera judicial en 1977. Inició su andadura profesional un año después, el 23 de enero de 1978.  Tomó posesión de su plaza en el Juzgado de Navalmoral de la Mata, en Cáceres, convirtiéndose en la primera mujer de la historia de España que se incorporaba a la carrera judicial como jueza.
Tras cinco años de ejercicio como jueza, fue ascendida a magistrada y pasó al Cuerpo de Magistrados de Trabajo, labor que desarrolló en los juzgados de San Sebastián, en la jurisdicción laboral, junto con Milagros Calvo, y posteriormente en los de Barcelona. Sus colegas destacan la elevada técnica jurídica de sus sentencias y su empeño en resolver los conflictos sociales propios de la jurisdicción laboral y social.
Además, ha sido una de las principales impulsoras de la feminización de la carrera judicial.
En 2011 el Departamento de Justicia del Gobierno Vasco le concedió el Premio Manuel de Irujo «en atención a una dilatada ejecutoria jurisdiccional plenamente acorde con las virtudes profesionales del juez y a la excepcionalidad que en su día supuso el ser la primera mujer que accedió a la carrera judicial en España, abriendo un camino nuevo en la promoción de los valores de la Justicia y en el fomento y desarrollo del Derecho».
En marzo de 2016 se jubiló como magistrada en la Sala de lo Social del Tribunal Superior de Justicia de Madrid.
Tiene dedicada una calle en Navalmoral de la Mata.

## Reconocimientos
- En 2011 recibió el Premio Manuel de Irujo que concede el Departamento de Justicia del País Vasco,  y consiste en una escultura de Néstor Basterretxea.